# Нагорнов, Владимир Порфирьевич
Влади́мир Порфи́рьевич Наго́рнов (род. 29 ноября 1956, Богдашкино, Ульяновская область, СССР) — советский, российский и  чувашский скульптор и художник-портретист. Заслуженный художник Российской Федерации (2008), Народный художник Чувашской Республики (2015).

## Биография
Владимир Нагорнов родился 29 ноября 1956 года в этнически чувашском селе Богдашкино (ныне — в Цильнинском районе Ульяновской области).
С детства увлёкся живописью и скульптурой, оборудовал свою творческую лабораторию.
В 1976 году окончил скульпторское отделение Пензенского художественного училища, в 1984 году — Московский государственный академический художественный институт имени В. И. Сурикова (мастерская профессора М. Ф. Бабурина).
С 1977 года участвовал во всесоюзных и региональных выставках, занимал ведущие места.
В 1984 году поселился в Чебоксарах (большинство его творений связано именно с этим городом).
В январе 2007 года прошла выставка Нагорнова в Париже.

## Известные работы
Самая значительная монументальная скульптура Нагорнова в Чебоксарах — памятник «Матери-Покровительнице», который был открыт 9 мая 2003 года. Скульптура стала символом не только столицы Чувашии, но и символом Чувашской Республики.
Является автором ряда монументальных, рельефных и контактных скульптур, а также целой галереи портретов.
- скульптурная композиция «Муза» в оформлении фасада Чувашского государственного художественного музея (1985 год);
- монумент «Скорбь», посвящённый Победе в Великой Отечественной войне 1941—1945 гг. в селе Мочей Красночетайского района Чувашской Республики (1990 год);
- памятники Константину Иванову в селе Слакбаш Башкортостана (1991 год) и в Чебоксарах (1995 год);
- памятник «Стрижи. Память» — посвящён жертвам пожара в Эльбарусовской школе Мариинско-Посадского района (1994 год);
- памятник Святославу Федорову в Чебоксарах (2001 год);
- памятник великому просветителю Ивану Яковлевичу Яковлеву в Ульяновске (2005 год);
- скульптурная композиция «Ангел памяти и славы» в Ядрине (2005 год);
- монумент жителям города Апатиты, погибшим в Великой Отечественной войне (2005 год);
- памятник народному поэту Чувашии Петру Хузангаю в Чебоксарах (2006 год);
- памятник князю Михаилу Воротынскому в посёлке Воротынец Нижегородской области (2008 год);
- скульптура «Материнство» установленная на территории Президентского перинатального центра в городе Чебоксары (2011 год);
- скульптура «Остап Бендер и Киса Воробьянинов» в Чебоксарах (2012 год);
- памятник Макарию Желтоводскому в посёлке Макарьево у Макариева монастыря (2016, арх. В. Филатов).

## Галерея
- Г А Л Е Р Е Я<br
- Монумент «Матери-Покровительнице» в Чебоксарах
(2003 год)
- Памятник князю Михаилу Воротынскому в Воротынце
(2008 год)
- Памятник Константину Иванову на Красной площади в Чебоксарах
(1995 год)
- Памятник народному поэту Чувашии Петру Хузангаю в Чебоксарах
(2006 год)

- Памятник Ивану Яковлевичу Яковлеву в Ульяновске
(2005 год)
- «Муза» в оформлении Чувашского государственного художественного музея
(1985 год)
- Памятник Остапу Бендеру и Кисе Воробьянинову
(2012 год)
- Скульптура «Ангел памяти и славы» в Ядрине
(2005 год)

## Награды

### Награды России
- Орден «За заслуги в культуре и искусстве» (14 ноября 2022) — за большой вклад в развитие отечественной культуры и искусства, многолетнюю плодотворную деятельность[3];
- Заслуженный художник Российской Федерации (10 января 2008) — за заслуги в области изобразительного искусства[4].

### Региональные награды
- Медаль ордена «За заслуги перед Чувашской Республикой» (16 декабря 2024) — за вклад в развитие изобразительного искусства и многолетнюю плодотворную творческую деятельность
- Медаль Дружбы народов (Ульяновская область, 2011)[5];
- Народный художник Чувашской Республики (2015);
- Заслуженный художник Республики Башкортостан (1992);
- Заслуженный художник Чувашской Республики (2001);
- Государственная премия Чувашской Республики в области литературы и искусства (2007);
- Памятная медаль «100-летие образования Чувашской автономной области» (2020);

### Иные награды
- Почётный гражданин города Ядрин (2005)[6].
- юбилейная медаль «В память о 550-летии города Чебоксары» (2019)[7].
- диплом «Союза художников России» (2001) — за особую творческую устремленность и вклад в изобразительное искусство России[8];
- лауреат премии имени Святослава Федорова (2005)[9].

## Участие в профессиональных сообществах
- член Союза художников СССР;
- член Союза художников России;
- член правления Союза художников Чувашии;
- действительный член Петровской академии наук и искусств;
- действительный член Академии художеств мира «Новая эра».